# Poklosnádasd
Poklosnádasd falu volt Baranya vármegyében a középkorban, a mai Hosszúhetény, Martonfa, Szilágy és Pécsvárad között.
Neve arra utalhat, hogy a faluban leprás betegeket különíthettek el a vidéket a középkorban délről többször elérő járványok során.
Neve egy 1348-as keltű szőlővásárlási okmányban szerepelt.